# Semicerchio (rivista)
Semicerchio. Rivista di poesia comparata è una rivista internazionale di studi e testi sulla poesia e sulla letteratura comparata fondata a Firenze nel 1986 da Francesco Stella, Natascia Tonelli, Gianfranco Agosti e Patrizia Michelini ed inclusa nell'elenco di riviste europee ERIH e nella lista ANVUR di riviste accademiche italiane.
Si occupa "di poesia dall'antichità al contemporaneo, con attenzione particolare al quadro internazionale e ai rapporti interculturali, alla critica tematica e alla letteratura d'immigrazione" (www.unisi.it/semicerchio). Si articola in una prima parte monografica, dedicata a un tema antropologico o culturale, esplorato nella sua storia poetica attraverso ricerche specialistiche e antologie di testi, una sezione di saggi, testi e traduzioni inediti, e una rassegna di recensioni da ogni parte del mondo che comprende la poesia dei paesi europei, la poesia classica e medievale, la poesia araba, anglo-africana, iranica, lituana, greca, indiana, coreana, cinese, sudamericana, statunitense, la canzone. 
Fra i collaboratori degli anni 1995-2013: Adonis, Meena Alexander, Horacio Armani, Muhammed Bennis, Mario Benedetti, Tahar Bekri, Yves Bonnefoy, Josif Brodskij, Franco Buffoni, Milo De Angelis, Michel Deguy, Eduardo Eielson, Antonis Fostieris, Hans Georg Gadamer, Dieter M. Gräf,Jorie Graham, Seamus Heaney, Antony Hecht, Ko-Un, Yusef Komunyakaa, Günter Kunert, Reiner Kunze, Philip Larkin, Mario Luzi, Valerio Magrelli, Alvaro Mutis, Les Murray, Jarosłav Mikołajewski, Robert Pinsky, Edoardo Sanguineti, Charles Simic, Wole Soyinka, Tvzetan Todorov, Peter Waterhouse, K.C. Williams, Charles Wright, Zhai Yong-Ming, Andrea Zanzotto, Paul Zumthor.
Semicerchio ha promosso o coorganizzato iniziative pubbliche, fra cui La Scuola di Scrittura Creativa 1989-2014 (http://semicerchio.bytenet.it/scuola/default.asp); il Seminario internazionale di Metrica Comparata Il Verso Europeo con Michail Gasparov (ed. a cura di F. Stella, Firenze 1995); i seminari con Josif Brodskij nel 1995 (editi nel volume Lezioni di Poesia, Firenze 2000, a cura di A. Francini); i convegni sulle traduzioni di Montale nel 1996; 4 giornate internazionali di studio su Bibbia e poesia dal medioevo al ‘900 nel 1997; i seminari sull’Interculturalità della poesia europea del 1998-99; dal 2000 al 2008 il Festival di poesia medievale di Rimini, la collaborazione alla lettura di Derek Walcott presso la Fondazione Il Fiore nel 2000, il Festival Dante. Arte che genera arte nel 2006, il Festival Europeo di Traduzione a Napoli nel 2010. Dal 2010 collabora alla selezione del Premio di Poesia Ceppo Internazionale. 
Semicerchio ha conseguito nel 1998 il Premio Fiesole e il Premio Speciale per la Traduzione del Ministero per i Beni e le Attività Culturali.